# Maruwan Ôike
Maruwan Ôike (japanisch 丸湾大池 ‚Runde Bucht, großer See‘; norwegisch Hettevatnet) ist ein kleiner See an der Prinz-Harald-Küste des ostantarktischen Königin-Maud-Lands. Er liegt auf der Landspitze Rundvågshetta am südöstlichen Ufer der Lützow-Holm-Bucht.
Luftaufnahmen und Vermessungen im Rahmen japanischer Antarktisexpeditionen zwischen 1971 und 1975 dienten seiner Kartierung. Japanische Wissenschaftler benannten ihn 1988 in Anlehnung an die Benennung der benachbarten Bucht Rundvåg. Wissenschaftler des Norwegischen Polarinstituts benannten ihn dagegen 1989 in Anlehnung an die Benennung der Landspitze, auf der er sich befindet.